# Inteiro de Eisenstein

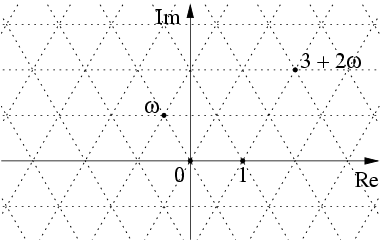
Os inteiros de Eisenstein formam um ladrilhamento triangular no plano complexo

Na matemática, um inteiro de Eisenstein, do matemático alemão  Gotthold Eisenstein, é um número complexo da forma
{\displaystyle z=a+b\omega \,\!}
em que a e b são inteiros e ω é uma das duas raízes primitivas cúbicas da unidade:
{\displaystyle \omega ={\frac {1}{2}}(-1+i{\sqrt {3}})=e^{2\pi i/3}}
Nota-se que como {\displaystyle \omega ^{2}+\omega +1=0\,}, o produto de dois inteiros de Eisenstein também é um inteiro de Eisenstein:
{\displaystyle (a+b\omega )(c+d\omega )=ac-(1+\omega )bd+(ad+bc)\omega \,}, etc
Os inteiros de Eisenstein formam um domínio de integridade.
Assim como os inteiros de Gauss formam um ladrilhamento quadrado no plano complexo, os inteiros de Eisenstein formam um ladrilhamento triangular.

## Norma
Os inteiros de Eisenstein formam um domínio euclidiano com norma dada por:
{\displaystyle N(a+\omega b)=a^{2}-ab+b^{2}\,}
A noção de número primo é naturalmente generalizada para domínios euclidianos; a partir deste fato, Gauss provou [carece de fontes?]  o caso particular do Último Teorema de Fermat:
Se existem inteiros de Eisenstein x, y, z com {\displaystyle x^{3}+y^{3}=z^{3}\,}, então x . y . z = 0